# Polinucleótido
Un polinucleótido (poli- del griego πολυς, mucho) es una molécula orgánica del polímero abarcada de los monómeros del nucleótido covalente enlazados en una cadena. El ADN y el ARN son ejemplos de polinucleótidos con la función biológica específica.

## Organismos
Los polinucleótidos se presentan en forma natural en todos los organismos vivos. El genoma de un organismo consiste de pares complementarios de polinucleótidos enormemente largos, enrollados entre sí en forma de hélice doble. Los polinucleótidos tienen una diversidad de otros papeles en los organismos.

## Experimentos científicos
Los polinucleótidos se utilizan en experimentos bioquímicos tales como reacción en cadena de la polimerasa u ordenar el ADN. Los polinucleótidos son artificiales de los oligonucleótidos, cadenas más pequeñas del nucleótido con generalmente menos de 30 subunidades. Una enzima de polimerasa es utilizada para extender la cadena agregando los nucleótidos según un patrón especificado por el científico.